# LNWR classe Special Tank
La Classe Special Tank du London and North Western Railway et du London, Midland and Scottish Railway est un modèle de locomotives à vapeur de disposition d'essieux 030T « Boër » (0-6-0ST dans la nomenclature britannique) construit de 1870 à 1880. Ces locomotives-tender « Saddle tank » étaient les premières locomotives de manœuvres du LNWR à disposer de trois paires de roues motrices.
Issues en bonne partie de la classe DX Goods à tender séparé dont elles reprennent la chaudière dans une version renforcée, elles donnent naissance en 1873 à de nouvelles locomotives à tender séparé désignées 17-inch Coal Engines. 

## Historique

### Origines
En 1870, le London and North Western emploie des séries de locomotives disparates en partie héritées des compagnies reprises par le LNWR ainsi que nombre de locomotives unifiées apparues vers 1860. Le service des manœuvres, encore encore partiellement réalisé par des chevaux et la traction par câble, emploie aussi d'anciennes locomotives à marchandises ainsi qu'une série de trente-six 020T « Saddle tank ». L'industrialisation de la Grande-Bretagne provoque un fort accroissement du trafic des marchandises avec l'agrandissement des gares de triage et la multiplication de dessertes locales pour lesquelles les locomotives à deux essieux moteurs se montrent dépassées.
En 1858, l'ingénieur en chef John Ramsbottom (en) a mis au point les premiers exemplaires de la classe DX Goods dont 857 seront fabriquées pour le LNWR jusqu'en 1872. Ces locomotives très versatiles tracteront des trains de marchandises de toute sorte ainsi que des trains de voyageurs locaux mais leur utilisation pour les manœuvres se heurte à deux défauts : leur tender séparé et leurs roues de diamètre moyen (5 pieds 2 pouces ; 1 575 mm), qui amenuisent l'effort de traction.

### Mise au point
Un an avant son départ du LNWR, John Ramsbottom met au point des locomotives de manœuvres à trois essieux reprenant l'arrangement général des DX et la disposition saddle tank (avec les réserves d'eau à cheval sur la chaudière) des petites locomotives de manœuvres. La chaudière, dont les dimensions évoluent peu, est plus puissante mais reste timbrée à 120 psi (0,83 MPa ou 8,191 atm). Les roues motrices sont de 4 pieds 3 pouces (1 295 mm), diminuant la vitesse maximale mais facilitant les démarrages de rames lourdes.
Tout comme les DX, ces locomotives-tender ont une cabine dépourvue de la moindre toiture avec un coupe-vent minimaliste percé de hublots sur les faces avant et arrière. Le successeur de Ramsbottom, Francis Webb (en), met au point un type d'abri avec un pare-brise intégral, et un auvent monté sur des montants métalliques avec une ouverture en demi-lune, sans vitrage latéral, qui sera tardivement appliqué à quelques locomotives vers 1890 puis toute la série à partir de 1912. L'aspect des hublots apparaît inchangé et une toile peut être déployée sur les côtés par mauvais temps. Comme nombre de locomotives-tender primitives, le charbon est stocké à même le sol aux pieds de l'équipage ; la faible contenance des réserves restreint le rayon d'action.

### Carrière et services effectuées
Très adaptée à la traction des trains de charbon les plus lourds, cette locomotive sera développée par Webb afin de créer un nouveau modèle de locomotive à tender séparé adapté aux parcours plus longs. La taille des roues est reprise à l'identique tandis qu'une chaudière plus grande et performante est employée sur ces 499 locomotives désignées 17-inch Coal Engines, produites de 1873 à 1892, qui se substituent aux DX sur les trains lourds et lents.
Finalement, au lieu de construire des Special Tank supplémentaires, Francis Webb décide de partir des nouvelles locomotives charbonnières pour créer un nouveau type de locomotive-tender désigné Coal Tanks ; elles en reprennent la chaudière et les roues en fonte mais se distinguent des Special Tank par l'emploi de caisses à eau latérales de forme carrée et d'une soute à charbon à l'arrière de la cabine, ce qui impose de disposer un essieu porteur sous les réserves de charbon, donnant la disposition 031T.
L'arrivée des 300 Coal Tanks de 1881 à 1897 relègue les Special Tanks à des services moins exigeants, où leurs remplaçantes finissent par aboutir à leur tour avec l'alourdissement des trains et l'arrivée de locomotives à quatre essieux moteurs.

### Fin de carrière
À la création du London, Midland and Scottish Railway en 1923, résultant de la fusion LNWR, du Midland et de plusieurs autres compagnies, 238 Special Tank sont encore à l'inventaire. Numérotées entre 7220 et 7457, elles sont progressivement arrêtées ou employées à des tâches telles que la remontée de rames vides ou les manœuvres en gare. Au cours de son existence le LMS met en service de nouvelles locomotives à vapeur de manœuvres, ainsi que ses premiers engins motorisés.
La nationalisation des chemins de fer de 1948 donne naissance aux British Railways lesquels ne récupèrent que cinq Special Tanks classées parmi le matériel de service, servant dans deux anciens bastions du LNWR. Quatre sont employées par l'atelier des voitures de Wolverton et une effectue les manœuvres aux ateliers de Crewe, l'endroit même où elle avait été fabriquée en 1878.
Les ultimes représentantes de cette série disparaissent au plus tard en 1958. Aucune n'a été préservée.

Les cinq dernières Special Tank en 1954
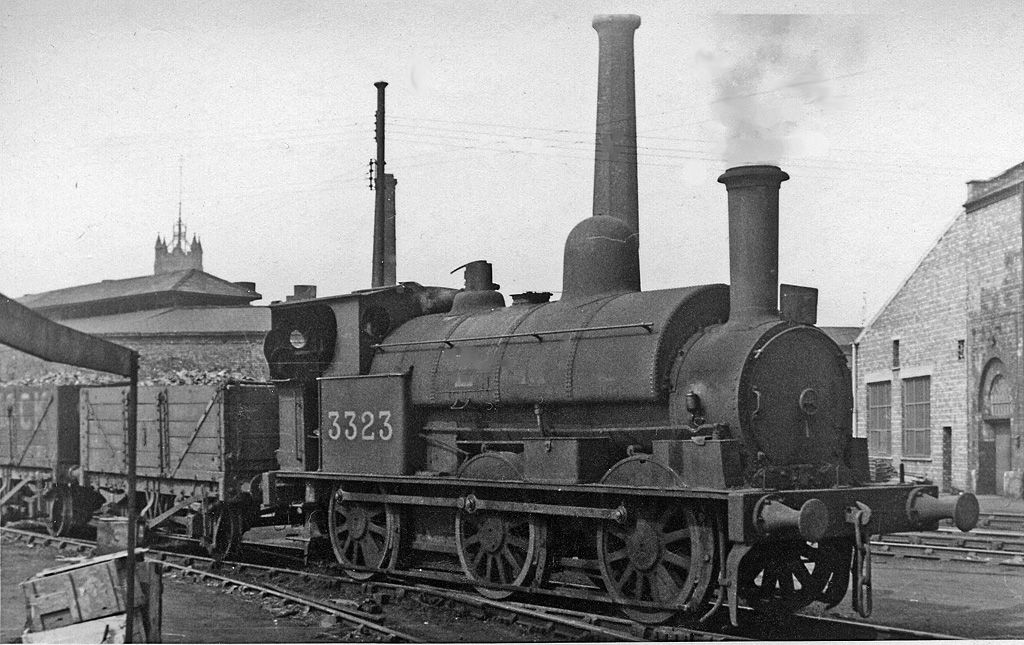
La locomotive des ateliers de Crewe, portant encore son matricule LMS.
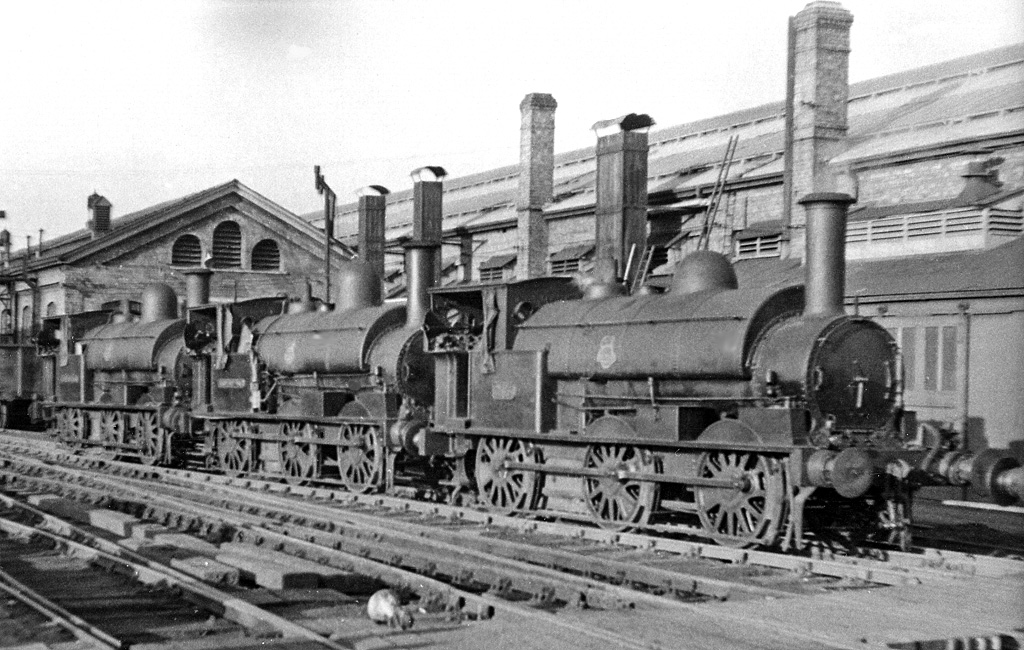
Trois locomotives à Wolverton (la quatrième est garée sur la droite).
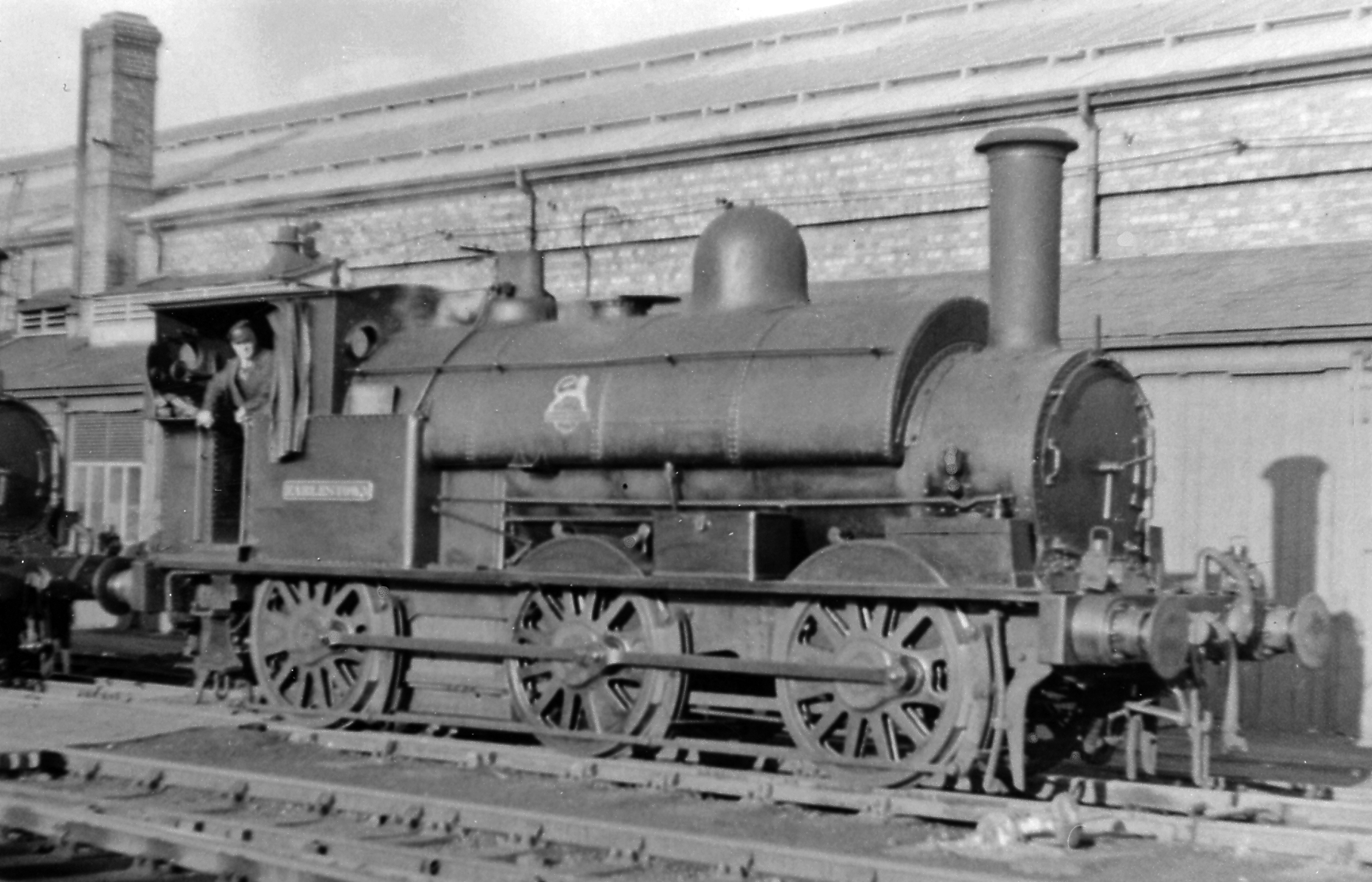
Détail de la quatrième locomotive de Wolverton, avec les armoiries des British Railways.